# 西漢太尉、大司馬列表
《漢書·卷十九·百官公卿表第七》載，“太尉，秦官，金印紫綬，掌武事。武帝建元二年省。元狩四年初置大司馬，以冠將軍之號。宣帝地節三年置大司馬，不冠將軍，亦無印綬官屬。成帝綏和元年初賜大司馬金印紫綬，置官屬，禄比丞相，去將軍。哀帝建平二年復去大司馬印綬、官屬，冠將軍如故。元壽二年復賜大司馬印綬，置官屬，去將軍，位在司徒上。有長史，秩千石。”玆据该表立此列表。在位年數不足一年者，按一年計算。
本表亦列出更始帝、劉望、劉嬰和劉盆子時期的大司馬。

## 太尉

### 太尉（前202年—前196年）
《漢書·卷十九·百官公卿表第七》載，高帝十一年，「絳侯周勃為太尉，後官省。」
| 序次                        | 諡號   | 姓名 | 在位年數 | 在位時間        | 皇帝   |
| 西漢太尉（前202年—前196年） |        |      |          |                 |        |
| 1                           | 燕王   | 盧綰 | 1年      | 前202年—前202年 | 漢高祖 |
| 2                           | 絳武侯 | 周勃 | 1年      | 前196年—前196年 | 漢高祖 |

### 太尉（前189年—前177年）
《漢書·卷十九·百官公卿表第七》載，孝文元年“十月辛亥，將軍灌嬰為太尉，二年遷，官省。”
| 序次                        | 諡號     | 姓名 | 在位年數 | 在位時間        | 皇帝                |
| 西漢太尉（前189年—前177年） |          |      |          |                 |                     |
| 1                           | 絳武侯   | 周勃 | 10年     | 前189年—前180年 | 漢惠帝 高后（稱制） |
| 2                           | 颍阴懿侯 | 灌嬰 | 2年      | 前180年—前177年 | 漢文帝              |

### 太尉（前154年—前149年）
《漢書·卷十九·百官公卿表第七》載，孝景三年“中尉周亞夫為太尉，五年遷，官省。”
| 序次                        | 諡號 | 姓名   | 在位年數 | 在位時間        | 皇帝   |
| 西漢太尉（前154年—前149年） |      |        |          |                 |        |
| 1                           | 條侯 | 周亞夫 | 5年      | 前154年—前149年 | 漢景帝 |

### 太尉（前140年—前139年）
《漢書·卷十九·百官公卿表第七》載，孝武建元二年“太尉免，官省。”
| 序次                        | 諡號   | 姓名 | 在位年數 | 在位時間        | 皇帝   |
| 西漢太尉（前140年—前139年） |        |      |          |                 |        |
| 1                           | 武安侯 |      | 1年      | 前140年—前139年 | 漢武帝 |

## 大司馬
序次相同者為同時任命。
| 序次                      | 諡號       | 姓名   | 在位年數 | 在位時間        | 冠將軍號         | 皇帝                 |
| 西漢大司馬（前119年—9年） |            |        |          |                 |                  |                      |
| 1                         | 長平烈侯   | 衞青   | 13年     | 前119年—前106年 | 大司馬大將軍     | 漢武帝               |
| 1                         | 冠軍景桓侯 | 霍去病 | 2年      | 前119年—前117年 | 大司馬驃騎將軍   | 漢武帝               |
| 2                         | 博陸宣成侯 | 霍光   | 19年     | 前87年—前68年   | 大司馬大將軍     | 漢武帝 漢昭帝 漢宣帝 |
| 3                         | 富平敬侯   | 張安世 | 1年      | 前67年—前67年   | 大司馬車騎將軍   | 漢宣帝               |
| 4                         | 富平敬侯   | 張安世 | 5年      | 前67年—前62年   | 大司馬衞將軍     | 漢宣帝               |
| 4                         | 博陸侯     | 霍禹   | 1年      | 前67年—前67年   | 大司馬           | 漢宣帝               |
| 5                         | 龍額侯     | 韓增   | 5年      | 前61年—前56年   | 大司馬車騎將軍   | 漢宣帝               |
| 6                         | 樂成敬侯   | 許延壽 | 3年      | 前56年—前53年   | 大司馬車騎將軍   | 漢宣帝               |
| 7                         | 樂陵安侯   | 史高   | 6年      | 前49年—前43年   | 大司馬車騎將軍   | 漢宣帝 漢元帝        |
| 8                         | 平昌考侯   | 王接   | 2年      | 前43年—前41年   | 大司馬車騎將軍   | 漢元帝               |
| 9                         | 平恩共侯   | 許嘉   | 11年     | 前41年—前30年   | 大司馬車騎將軍   | 漢元帝 漢成帝        |
| 10                        | 陽平敬成侯 | 王鳳   | 11年     | 前33年—前22年   | 大司馬大將軍     | 漢元帝 漢成帝        |
| 11                        | 安陽敬侯   | 王音   | 7年      | 前22年—前15年   | 大司馬車騎將軍   | 漢成帝               |
| 12                        | 成都景成侯 | 王商   | 2年      | 前15年—前13年   | 大司馬衞將軍     | 漢成帝               |
| 13                        | 成都景成侯 | 王商   | 1年      | 前12年—前12年   | 大司馬衞將軍     | 漢成帝               |
| 14                        | 成都景成侯 | 王商   | 1年      | 前12年—前12年   | 大司馬大將軍     | 漢成帝               |
| 15                        | 曲陽煬侯   | 王根   | 4年      | 前12年—前8年    | 大司馬驃騎將軍   | 漢成帝               |
| 16                        | 曲陽煬侯   | 王根   | 1年      | 前8年—前8年     | 大司馬           | 漢成帝               |
| 17                        | 新都侯     | 王莽   | 1年      | 前8年—前7年     | 大司馬           | 漢成帝               |
| 18                        | 高樂節侯   | 師丹   | 1年      | 前7年—前6年     | 大司馬           | 漢成帝 漢哀帝        |
| 19                        | 高武貞侯   | 傅喜   | 1年      | 前6年—前5年     | 大司馬           | 漢哀帝               |
| 20                        | 陽安侯     | 丁明   | 1年      | 前5年—前2年     | 大司馬衞將軍     | 漢哀帝               |
| 21                        | 陽安侯     | 丁明   | 1年      | 前2年—前2年     | 大司馬驃騎大將軍 | 漢哀帝               |
| 21                        | 孔郷侯     | 傅晏   | 1年      | 前2年—前2年     | 大司馬衞將軍     | 漢哀帝               |
| 22                        |            | 韋賞   | 1年      | 前2年—前2年     | 大司馬車騎將軍   | 漢哀帝               |
| 23                        | 高安侯     | 董賢   | 1年      | 前2年—前1年     | 大司馬衞將軍     | 漢哀帝               |
| 24                        | 高安侯     | 董賢   | 1年      | 前1年—前1年     | 大司馬           | 漢哀帝               |
| 25                        | 新都侯     | 王莽   | 2年      | 前1年—1年       | 大司馬           | 漢平帝               |
| 26？                      | 安陽侯     | 王舜   | ？       | 1年？—？        | 大司馬車騎將軍？ | 漢平帝               |
| 27                        | 扶德侯     | 馬宮   | 1年      | 5年—5年         | 大司馬           | 漢平帝               |
| 更始1                     |            | 朱鮪   | 1年      | 23年—24年       | 大司馬           | 更始帝               |
| 更始2                     |            | 朱鮪   | 1年      | 24年—25年       | 左大司馬         | 更始帝               |
| 更始2                     |            | 劉賜   | 1年      | 24年—25年       | 前大司馬         | 更始帝               |
| 更始2                     |            | 趙萌   | 1年      | 24年—25年       | 右大司馬         | 更始帝               |
| 劉望1                     |            | 莊尤   | 1年      | 23年—23年       | 大司馬           | 劉望                 |
| 劉嬰1                     |            | 弓林   | 1年      | 24年—25年       | 大司馬           | 劉嬰                 |
| 劉盆子1                   |            | 逄安   | 2年      | 25年—27年       | 左大司馬         | 劉盆子               |
| 劉盆子1                   |            | 謝祿   | 2年      | 25年—27年       | 右大司馬         | 劉盆子               |